# 조간 (고려)
조간(趙簡)은 고려 후기의 문신이다. 본관은 김제(金堤)이며, 전라도 김제현(金堤縣) 출신이다. 시호는 문량(文良)이다.

## 생애
1279년(충렬왕 5) 문과에 장원으로 급제하여 서적점녹사(書籍店錄事)에 보임되었다.
1280년 왕이 문신들에게 시부(詩賦)를 시험할 때 다시 장원을 차지했으므로 황패(黃牌)를 하사받고 내시(內侍)에 소속되었다.
1288년에 국학직강(國學直講)으로 왕명에 의하여 새로운 악곡을 작곡하였다.
거듭 승진하여 보궐(補闕)이 되었을 때 부친상을 당하여 3년간 여묘(廬墓)살이를 하자 왕이 가상하게 여겨 기거주(起居注)에 특진되었고, 그 뒤 첨의사인(僉議舍人)을 거쳐 경상도 안렴사(按廉使)로 나갔다.
충선왕이 즉위하자 형조시랑(刑曹侍郞)·우간의대부(右諫議大夫)가 되었는데 당시 내료(內僚) 이지저(李之氐)가 양부(兩府)의 관직에 임명되었으나, 조간이 그의 임명장에 서명을 거부했다. 그러자 왕이 조간을 불러, “한 대관(大官)이 감정을 품고 있으니 경은 조심하라.”고 일러주었다.
충렬왕이 복위한 후 은밀히 재삼 부탁하자 그제야 어쩔 수 없이 서명했다. 왕이 조간에게 관리의 선발을 주관하게 했으나 굳이 사양하고 물러났다. 뒤에 우부승지(右副承旨)로 승진해 동지공거(同知貢擧)로서 선비를 선발한 후 새로 급제한 사람들을 거느리고 수령궁(壽寧宮)으로 가서 왕을 알현하니, 왕이 조간을 전시 문생(殿試門生)으로 삼고 직접 나와 잔치를 베풀어 주었다. 밀직부사·검교첨의평리(檢校僉議評理)를 역임한 후 찬성사를 지내다 죽으니 시호를 문량(文良)이라고 하였다.

## 일화
조간은 늙어서 악성 종기를 앓아 어깨와 목을 구별할 수 없을 정도로 악화되었다. 한 의승(醫僧)이 말하기를, “종기는 뼈에 뿌리가 있으므로 뼈가 당연히 절반은 썩었을 것이고, 긁어내어 없애지 않으면 고치지 못합니다. 다만 참지 못하실 것이 두려울 뿐입니다.”라고 하자 조간이 말하기를, “죽는 것이야 같을 뿐이니, 시험해봅시다.”라고 하였다. 이에 날카로운 칼로 종창을 베어내자 과연 뼈가 썩어 있어서 그것을 도려내고 약을 바르니, 조간은 기절한 채 이틀이나 혼수상태에 빠졌다.
상락군(上洛君) 김순(金恂)은 조간이 문과에 장원급제했을 때 차석을 차지했는데, 문병하러 가서 눈물을 그칠 줄 몰랐다. 조간이 문득 눈을 부릅뜨고 사람을 시켜 말하기를, “공이 나를 이처럼 애틋이 여길 줄은 뜻밖이오. 어찌 마음으로는 기쁘면서 겉으로는 슬픈 체 하는 것이오?”라고 전하게 했다. 김순이 “그게 무슨 말이오? 40년이나 동년계(同年契)였는데 어찌 무정할 수 있는가?”라고 대답하자, 조간은 “내가 죽으면 급제자 가운데 공이 가장 앞설 게 아니요?” 라고 말했다. 이에 김순이 눈물을 거두고 웃으며 “이 늙은이가 죽지는 않겠구나.”라고 말했다.